# Annegret Reese-Schnitker
Annegret Reese-Schnitker (* 1969 in Göttingen) ist eine deutsche römisch-katholische Theologin. 

## Leben
Sie studierte von 1990 bis 1996 katholische Theologie in Marburg und Bonn mit dem Abschluss in Katholischer Theologie (Diplom) an der Universität Bonn und auf Lehramt für die Primarstufe mit dem Abschluss Staatsexamen an der Universität zu Köln. Von 1997 bis 1999 absolvierte sie das Referendariat für das Lehramt Primarstufe in Minden mit dem Abschluss des 2. Staatsexamens. Seit 1999 ist sie Mitglied der Forschungsgruppe „Religiöses Lernen an der (Grund-) Schule“ und Mitarbeiterin an zwei Forschungsprojekten: (1) Innenansichten des Referendariats: Zum Erwerb religiöser Handlungskompetenz in der Situation des Referendariats, (2) Ein religionspädagogisches Unterrichts-Forschungsprojekt zu Varianten korrelativer Didaktik im Religionsunterricht. Von 1999 bis 2009 war sie Assistentin an der Universität Duisburg-Essen im Fach Katholische Theologie/Religionspädagogik bei Rudolf Englert. Nach der Promotion 2005 zum Dr. theol. an der Kath. Theol. Fakultät der Ruhr-Universität Bochum in Kooperation mit dem Fachbereich Kath. Theol. der Universität Duisburg-Essen lehrte sie von 2009 bis 2010 als Juniorprofessorin für Fachdidaktik des Faches Katholische Theologie an der Universität Osnabrück. Im Herbst 2010 lehnte sie den W2-Ruf an die TU Dortmund und im Oktober 2011 den W3-Ruf an die Universität Koblenz-Landau ab. Von 2010 bis 2011 vertrat sie eine Professur für Katholische Religionspädagogik mit dem Schwerpunkt Fachdidaktik des Religionsunterrichts an der Universität Kassel, wo sie seit November 2011 als Professorin für Katholische Religionspädagogik mit dem Schwerpunkt Fachdidaktik des Religionsunterrichts lehrt.

## Werke (Auswahl)
- Gewalt gegen Frauen. Macht und Geschlecht als Instrumente einer feministisch-theologischen Analyse (= Studien der Moraltheologie. Abteilung Beihefte. Band 1). Lit, Münster 1997, ISBN 3-8258-3206-6.
- «Ich weiß nicht, wo da Religion anfängt und aufhört». Eine empirische Studie zum Zusammenhang von Lebenswelt und Religiosität von Singlefrauen (= Religionspädagogik in pluraler Gesellschaft . Band 8). Herder, Freiburg im Breisgau/Basel/Wien 2006, ISBN 3-451-28951-2 (zugleich Dissertation, Duisburg-Essen 2005).
- mit Rudolf Englert, Burkard Porzelt und Elisa Stams (Hrsg.): Innenansichten des Referendariats. Wie erleben angehende Religionslehrer/Innen an Grundschulen ihren Vorbereitungsdienst? Eine empirische Untersuchung zur Entwicklung (religions)pädagogischer Handlungskompetenz (= Forum Theologie und Pädagogik. Band 14). Lit, Berlin/Münster 2006, ISBN 3-8258-9189-5.
- Zur Aufgabe und Rolle der Frau in Kirche und Gesellschaft aus christlicher Sicht. Eine empirische Studie und Überlegungen zu zentralen Aussagen der lehramtlichen Texte aus religionspädagogischer Perspektive. Sierke, Göttingen 2012, ISBN 978-3-86844-421-6.
- mit Daniel Bertram und Marcel Franzmann (Hrsg.): Migration, Flucht und Vertreibung als Chance und Herausforderung für den Religionsunterricht (= Religionspädagogik innovativ. Band 23). Kohlhammer, Stuttgart 2018, ISBN 3-17-033365-8.